# 肇庆府学宫
肇庆府学宫位于中国广东省肇庆市端州区正东路42号，是宋至清时期肇庆府的府级学宫文庙。1979年被广东省人民政府列为广东省文物保护单位。因当时属高要县管辖，故称高要学宫，但并非古代肇庆府附郭县高要县的县级学宫。
学宫始建于北宋崇宁初，元末兵燹被毁，明洪武二年重建，后经多次重修，抗日战争期间遭日机轰炸后严重受损，现仅存大成殿和西庑。大成殿坐北朝南稍偏西，面阔五间（23.5米），进深五间（20.8米），重檐歇山顶，共用36根楠木柱，斗栱为六铺作单抄三下昂，明间补间铺作二朵，次间补间铺作一朵。
| 时间           | 时间                           | 事件 |
| -------------- | ------------------------------ | --- |
| 宋             | 北宋庆历年间 （1041年-1048年） | 端州知军州事朱显之创建端州州学，后为兴庆府学，即肇庆府学宫的前身。 |
| 宋             | 北宋重和元年 （1118年）        | 正式定名为肇庆府学。 |
| 元             | 元末                           | 曾加以修查，后毁于兵。 |
| 明             | 明洪武二年 （1369年）          | 知府步从信重新鼎建。 |
| 明             | 宣德间 （1426年）              | 知府王莹又将学宫撤而新之。 |
| 明             | 天顺初 （1457年）              | 广西瑶民起义，两次占踞学宫，殿字毁坏严重， 知府黄瑜向上级奏请将学宫搬迁在府城中（今广东肇庆中学和中山纪念堂之间） |
| 明             | 嘉靖十年 （1531年）            | 巡按御史吴麟，知府钱铎将学宫重新搬迁到现在的肇庆市正东路对学宫加以扩建，殿庑堂舍齐备。 |
| 明             | 嘉靖十二年 （1533年）          | 都御史吴桂芳于庙后建尊经阁 |
| 明             | 隆庆三年 （1569年）            | 同知郭文通辟庙左地建明伦堂 |
| 明             | 万历九年 （1581年）            | 知府王洋购民居建学门，把学宫延伸前临大江，井护以石栏杆，联接东、西街，立“松山正风、端水腾蛟，崇儒，贞教”等四石牌坊，陈万言为之撰记。 |
| 明             | 万历十四年 （1586年）          | 学宫受洪水所圯， 知府郑一麟重修为“左学右庙”，庙前（文庙）两庑为戟门，列神厨、神库、泮池桥，又于戟门之外棂星门，南立黉官坊为二门。 |
| 明             | 万历三十一年 （1603年）        | 知府陈濂复买民地辟图墙，迁起凤、腾蛟两坊于街外。石栏杆颜败，督府周嘉谟鸠工重修。 在庙左明伦堂设四斋。仪门前列号房，前为儒学门堂，后为讲堂即教授署。在庙后建启圣祠，东为名宦，西为乡贤。张鸣冈任督府时，戴熺任知府，在后山顶建“敬一亭”，亭中央立嘉靖皇帝撰的“敬一箴”竖碑，东、西立宋代名儒程顾的镌“视、听、言、动"四箴和范浚的“心箴”等碑。 |
| 明             | 明崇祯五年 （1632年）          | 知府陆鳌与通判史延旭又将学宫重新修葺。 |
| 明             | 明末                           | 学宫遭兵毁 |
| 清             | 顺治十五年 （ 1658年）         | 肇庆知府杨万春倡率当地绅士修复。 |
| 清             | 康熙六年 （1667年）            | 推官吴百朋、教授姚士裘又重修殿庑、戟门、泮池。 |
| 清             | 康熙八年 （1669年）            | 大风毁大殿、大魁楼、尊经阁和棂星门。 |
| 清             | 康熙十一年 （1672 年）         | 两广总督金光祖，广肇南韶道任竣，知府史树骏，同知韩世林，通判董等捐款又把毁坏的建筑物修复。 |
| 清             | 咸丰四年 （1854年）            | “红巾军"与清军交战，学宫木材毁坏特甚。事平，署府郭汝诚令局绅筹款修复之。 |
| 清             | 光绪三十二年 （1906年）        | 废除科举制度 |
| 清             | 宣统年间                       | “左学”（即试院）内的文物和建筑均遭拆毁。 |
| 民国           | 十二年 （1923年）              | 两广军队交战，战火焚烧东门正街，学宫的头门和文明门被火毁。因开辟马路学官的棂星门、东西两坊、黉宫坊及石栏杆等建筑物，尽被开路拆毁，并将青云路改为朝圣路，路两旁售给市民开设商店。 |
| 民国           | 二十二年 （1933年）            | 在泮池桥前即棂星门的旧址，改建为文庙头门，两旁围以墙，中开三门、正门上漆红榜贴金篆书“文庙”二字，井葺崇圣、乡贤二祠和重造圣贤木主牌正其位。 |
| 民国           | 二十九年 （1940年）            | 学宫遭受日机轰炸，教育馆遂迁出。 |
| 民国           | 三十一年 （1942年）            | 学宫被改作集中粮仓。 |
| 民国           | 三十二年 （1943年）            | 学宫的东庑遗炸毁。在抗日的战火中，大部份建筑物遭受严重破坏，幸存的有大成殿、西房、大成门和洋池桥几处，且皆弹痕累累。 |
| 中华人民共和国 | 1949年                         | 学宫为高要县粮食局仓库，将大成门加高改建两层办公木楼。 |
| 中华人民共和国 | 1957年                         | 将大成殿以南至文庙大门口移交高要县文化馆使用。 |
| 中华人民共和国 | 1959年                         | 大成殿台基下沉，橢翼倾斜，成了危殿。为了抢救文物，广东省人民政府拨出专款维修加固大成殿。 |
| 中华人民共和国 | 1971年                         | 毁泮池和青云桥，将所有的石料、栏杆等物，在东庑处垒筑起“防空洞”，泮池从此被填平。 |
| 中华人民共和国 | 1979年                         | 高要学官（肇庆府学宫）被广东省革命委员会列为第二批重点文物保护单位。 |
| 中华人民共和国 | 1985年                         | 广东省人民政府又重新公布“高要学官（文庙）"为省重点文物保护单位，井立石刻立于学官门口，以标志永远保护。同时国家文物局和省、县拨出专款修葺大成殿。 |
| 中华人民共和国 | 1987年                         | 修缮工程竣工，并对外开放。 |
| 中华人民共和国 | 2009年                         | 肇庆市政府接收学宫，井交由肇庆市博物馆管理使用。 |
| 中华人民共和国 | 2010年                         | 学宫全面修缮保护工程启动。 |
| 中华人民共和国 | 2012年                         | 第一期工程完工后开展第二期修建东西两庑廊工程，并进行洋池考古发据工作。程光工后开展 |
| 中华人民共和国 | 2016年                         | 第二期工程竣工后对外开放。 |
| 中华人民共和国 | 2017年                         | 在学宫大成殿西侧建造碑廊， 对现存碑刻进行保护和展示。 |